# Žetva (album Davora Matoševića)
Žetva je drugi album bosanskohercegovačkog kantautora Davora Matoševića. Radi se o LP ploči s 9 autorskih kompozicija. Omot albuma djelo je francuske umjetnice s velškom adresom, Valeriane LeBlond. Pozadinske vokalne dionice otpjevala je Nela Atlić (1. i 4. skladba), a Elvis Garagić potpisuje mastering albuma, dok Davor Matošević potpisuje miks i produkciju cijelog albuma. Instrumentalne dionice, svirane uživo ili isprogramirane, djelo su Davora Matoševića. 
Album je sniman u vlastitom studiju "Ulica Maršala Tita". Sniman od travnja do kolovoza 2017. godine,  izlazi 15. prosinca 2017. godine. Mastering je urađen u Dubaiju, UAE, u studiju Sound Struck, kod Elvisa Garagića, višestruko platinasto nagrađivanog audio inženjera.
Za skladbe s albuma autor piše kako su "nastajale u različitim vremenskim periodima, na različitim dijelovima naše planete, s tekstovima izazvanim različitim duhovnim stanjima u kojima se nalazio, promišljajući i doživljavajući ljubav, tugu, razočarenja...tražeći, nalazeći i gubeći smisao, da bi ga opet našao na najneočekivanijim mjestima. " Dio skladbi sa "Žetve" nastao je tokom Davorovog boravka u Afganistanu od 2012. do 2015. godine. Premda tad nije glazbeno djelovao, nije prestao stvarati nove skladbe. Nakon povratka u BiH, nastupa na festivalima u Hrvatskoj i Sloveniji na kojima promovira svoje nove skladbe. Album je najavio video spotom snimljenim u Mostaru, te starom gradu u Srebreniku za pjesmu koja i otvara sam album – “Puštam srce da diše”.

## Pjesme
1. Puštam srce da diše 	4:38
2. Pešavar 	3:53
3. Daj da daš 	3:31
4. Postoji neko 	4:00
5. Opet 	4:25
6. Prvi je posljednji 	5:52
7. Zajedno 	3:14
8. Kad ne možeš kroz poplave 	4:39
9. Žetva              2:46

## Vanjske poveznice
- (eng.) Discogs